# Ebba Hellström
Helfrid Ebba Kristina Hellström, född 29 december 1888 i Härnösand, Västernorrlands län, död 30 juli 1979 i Maria Magdalena församling, Stockholm, var en svensk målare och teckningslärare.
Hellström var dotter till kaptenen och konstnären Carl Hellström och Helfrid Nordin. Hon studerade vid Tekniska skolan 1905–1911, Näs slöjdseminarium 1910, Wilhelmsons målarskola 1917 och Signe Barths målarskola 1950 och under ett flertal resor till olika länder i Europa. Hellström medverkade i samlingsutställningar på Liljevalchs konsthall. Som illustratör illustrerade hon ett flertal jultidningar. Hennes konst består av porträtt och landskapsskildringar utförda i olja. Ebba Hellström är gravsatt på Norra begravningsplatsen utanför Stockholm.